# Cerkiew Zwiastowania w Shari
Cerkiew Zwiastowania – prawosławna cerkiew filialna w Shari.
Społeczność prawosławna w Shari istnieje od 1912, gdy do miejscowości tej przeprowadziło się sześć prawosławnych rodzin. Pierwsza cerkiew w miejscowości została poświęcona 28 września 1915 przez biskupa Sergiusza (Tichomirowa). W 1948 została ona przeniesiona, zaś w 1979 – całkowicie przebudowana i ponownie poświęcona 30 września wymienionego roku. Jest to świątynia filialna parafii Zstąpienia Świętego Ducha w Kushiro.